# 亚克村
亚克村（匈牙利語：Jákfalva）是匈牙利包尔绍德-奥包乌伊-曾普伦州所辖的一个村。总面积9.06平方公里，总人口510，人口密度56.3人/平方公里（2011年1月1日）。